# Iván Calero
Iván Calero Ruiz (Parla, 21 de abril de 1995) es un futbolista español que juega de defensa en el Real Zaragoza de la Segunda División de España. Es hijo del entrenador de fútbol Julián Calero.

## Trayectoria
Antes de su debut como sénior, pasó por las canteras de Real Madrid y el Atlético de Madrid con el que jugó en sus equipos B y C.
Tras dejar el Atlético fichó por el Derby County F. C. de Inglaterra, país en el que también jugó para el Burton Albion F. C. Después se fue a los Países Bajos, donde militó en el Sparta Rotterdam.
En verano de 2017 fichó por el Elche C. F. que acababa de descender a la Segunda División B. En su primera temporada en el equipo lograron volver a la Segunda División, categoría en la que debutó en el curso 2019-20 con el C. D. Numancia. Previamente estuvo cedido en el C. F. Salmantino UDS.
En agosto de 2020 se convirtió en jugador del Málaga Club de Fútbol firmando para los siguientes tres años. En diciembre se rompió el ligamento cruzado de la rodilla en un partido ante la U. D. Almería, por lo que tuvo que estar diez meses de baja.
En septiembre de 2021 volvió a jugar un partido de fútbol y, durante la primera vuelta de la competición, lo hizo en otras tres ocasiones. Es por ello que el conjunto malagueño lo cedió el 15 de enero a la Agrupación Deportiva Alcorcón para que acumulara minutos. A final de temporada ya no volvió a Málaga y se marchó al F. C. Cartagena, equipo con el que firmó por tres años y en el que volvería a ser entrenado por Luis Carrión, quien ya lo dirigió en su etapa en Soria.
El 16 de julio de 2024 el Real Zaragoza hizo oficial su fichaje para los siguientes tres años, hasta 2027.

## Clubes
| Club                         | País         | Año       |
| ---------------------------- | ------------ | --------- |
| Atlético de Madrid "C"       | España       | 2012-2013 |
| Atlético de Madrid "B"       | España       | 2013-2014 |
| Derby County F. C.           | Inglaterra   | 2014-2016 |
| Burton Albion F. C. (cedido) | Inglaterra   | 2015      |
| Sparta Rotterdam             | Países Bajos | 2016-2017 |
| Elche C. F.                  | España       | 2017-2019 |
| Salamanca C. F. UDS (cedido) | España       | 2018-2019 |
| C. D. Numancia               | España       | 2019-2020 |
| Málaga C. F.                 | España       | 2020-2022 |
| A. D. Alcorcón (cedido)      | España       | 2022      |
| F. C. Cartagena              | España       | 2022-2024 |
| Real Zaragoza                | España       | 2024-     |